# Gottfried Tabbert
Gottfried Tabbert (Tabert), död 1664 i Stettin, Svenska Pommern, var en tysk guldsmed och medaljkonstnär.
Tabbert som blev borgare i Stettin 1663 och ålderman för det stettinska skyttegillet var anlitad som stämpelsnidare för de sista pommerska hertigarna. Flera av hans arbeten från 1630 till en bit in på 1660-talet är kända och finns bevarade i olika samlingar. Hans mest kända arbete är den emaljerade Gnadenmedaille som delades ut med anledning av segern vid Wittstock 1636. Han utformade även en prosvensk skådepenning med anledning av det svenska övertagandet av styret i Pommern 1641 och den svenska segern vid Leipzig 1642 samt de tre medaljer som slogs i samband med den siste pommerska hertigen Bogislav XIV:s begravning 1654. Vid sidan av sin medaljframställning var han även verksam som guldsmed och utförde guldsmedsarbeten som framställde belägringen och den pommerska hyllningen till Karl XI.  